# Toby Hemingway
Toby Hemingway (Brighton, 28 de mayo de 1983) es un actor de televisión y cine. Su más reciente aparición ha sido en el video musical Mine de la cantante Taylor Swift donde desempeña su interés amoroso. Ha aparecido en CSI: Miami como invitado en un episodio transmitido en septiembre de 2008. Es más conocido por su actuación en la película The covenant (La alianza del mal).
Entre sus proyectos están las películas Black Swan, Into the Darkness y Playback. 
Fue la inspiración de la novela 'A Rose to the Fallen'. El autor April Bostic declaró este hecho en su página web.

## Biografía
Nació en Brighton, Inglaterra, pero se trasladó a Ojax, California cuando tenía trece años con su madre, Annamaria Hemingway. Tiene un hermano mayor llamado Jay.
Después de graduarse en 2001 en la escuela secundaria Laurel Springs School, que ofrece educación privada y en línea, asistió a la Academia Americana de Arte Dramático (American Academy of Dramatic Arts) de Nueva York. Allí obtuvo un grado asociado de Bellas Artes.
Firmó con la agencia International Creative Management.

## Carrera
Su primera película fue Indio, USA. En 2005 apareció en las series de Televisión Summerland y Bones. Al año siguiente apareció en la película The covenant que lo llevó a la fama y por lo que es popularmente conocido. En 2007 protagonizó la película Feast of Love, y en 2008 apareció en CSI: Miami. Recientemente ha aparecido en el video de la canción Mine de Taylor Swift en la que interpreta a su novio. Swift dijo que eligió a Toby cuando lo vio en Feast of Love.
Tiene programado aparecer en diversas películas en los próximos años.

## Filmografía
| Año  | Película          | Papel               | Notas                     |
| ---- | ----------------- | ------------------- | ------------------------- |
| 2004 | Indio, EE.UU.     | Ricky               |                           |
| 2005 | Summerland        | Jason Warner        | Un episodio               |
| 2005 | Bones             | Tucker Pattison     | Un episodio               |
| 2006 | The Covenant      | Reid Garwin         |                           |
| 2007 | Feast of Love     | Oscar               |                           |
| 2008 | CSI:Miami         | Trey Holt           | Un episodio               |
| 2009 | Street            | Eric                |                           |
| 2010 | Black Swan        | Tom                 |                           |
| 2010 | Mine              | Personaje principal | Videoclip de Taylor Swift |
| 2011 | Into the Darkness | Chase               | Preproducción             |
| 2011 | Playback          | Quinn               | Preproducción             |
| 2011 | In Time           | Guardián del tiempo |                           |